# Never Look Back
Never Look Back é o oitavo álbum de estúdio da banda estadunidense de ska punk Goldfinger, lançado em 4 de dezembro de 2020. Ele marca o retorno do guitarrista original Charlie Paulson, que se junta à formação do álbum anterior com o guitarrista/vocalista e membro fundador John Feldmann, o guitarrista Philip Sneed (Story of the Year), o baixista Mike Herrera (MxPx, Mike Herrera's Tumbledown) e o baterista Travis Barker (Blink-182). É também o primeiro álbum deles pela gravadora Big Noise Records, que pertence ao próprio John.
A capa do álbum apresenta a mesma mulher vista na capa da estreia deles em 1996.

## Lista de faixas
| N.º            | Título                                                 | Duração |  |
| 1.             | "Infinite" (Infinito)                                  | 2:25    |  |
| 2.             | "The City" (A cidade)                                  | 3:19    |  |
| 3.             | "Wallflower" (Tímida)                                  | 2:23    |  |
| 4.             | "California on My Mind" (Califórnia na Minha Mente)    | 2:50    |  |
| 5.             | "Nothing to Me" (Nada para Mim)                        | 1:51    |  |
| 6.             | "Good Guy" (Mocinho)                                   | 2:35    |  |
| 7.             | "The Best Life" (A Melhor Vida)                        | 3:22    |  |
| 8.             | "Careful What You Wish For" (Cuidado com o Que Deseja) | 2:51    |  |
| 9.             | "Cannonball" (Bola de Canhão)                          | 2:48    |  |
| 10.            | "Golden Days" (Dias Dourados)                          | 3:03    |  |
| 11.            | "Dumb" (Burro)                                         | 2:56    |  |
| 12.            | "Standing on the Beach" (De Pé na Praia)               | 3:05    |  |
| Duração total: | Duração total:                                         | 33:28   |  |

## Recepção
| Críticas profissionais | Críticas profissionais |
| Avaliações da crítica  | Avaliações da crítica  |
| Fonte                  | Avaliação              |
| ---------------------- | ---------------------- |
| Wall of Sound          | [ 2 ]                  |
| Kerrang!               | [ 4 ]                  |
| Distorted Sound Mag    | [ 6 ]                  |
| Hysteria Magazine      | 7                      |

Simon Valentine, do Wall of Sound, deu nota máxima ao álbum e terminou sua crítica dizendo: "Honestamente, depois de um ano brutal, Never Look Back foi uma surpresa calorosa de uma das minhas bandas favoritas ultimamente, e depois de algumas audições repetidas, eu acho que o Goldfinger acertou no timing com um dos lançamentos de destaque de 2020."
John Longbottom, da Kerrang!, observou que "musicalmente, há (...) apenas um punk rock cheio de energia e que faz você se sentir bem e que é tão seguro de si quanto você esperaria de uma banda com mais de 25 anos de experiência. Da abertura supercarregada, estimulante de punhos Infinite, ao hino de "mãos no ar" e cheio de trompas The Best Life, todas as partes de um disco do Goldfinger de 24 quilates estão presentes e contabilizados. " Ele deu uma pontuação de 4/5 e terminou sua crítica dizendo que "em última análise, seja qual for a maneira que você o ouviu, Never Look Back resume tudo o que há de bom no Goldfinger".
Escrevendo para a Distorted Sound Mag, Jack Fermor-Worrell disse que "o resultado final é um lançamento alegre que, embora não seja perfeito, consegue voltar aos dias clássicos da banda e ainda evitando soar excessivamente datado ou cansado. (...) Never Look Back é um segundo acerto consecutivo do GOLDFINGER, e um no qual os fãs de qualquer coisa pop-punk, baseada em ska ou não, com certeza encontrarão prazer."
Jessica Deanne J da Hysteria Magazine comentou que "é legal que o Goldfinger tenha mantido seu som leve, atrevido e jovem em Never Look Back, depois de ser uma banda por mais de vinte anos."

## Créditos
Créditos adaptados das fontes.
Goldfinger
- John Feldmann - vocal principal, guitarra base
- Charlie Paulson - guitarra principal, voz
- Mike Herrera - baixo, voz
- Philip Sneed - guitarra solo
- Travis Barker - bateria

Músicos convidados
- Monique Powell - vocais principais em "Careful What You Wish For"[2][4]
- Matt Appleton - trompas em "The City"[2]

## 30em
1. 1 2  «Never Look Back [Explicit] by Goldfinger». Amazon. Consultado em 1 de janeiro de 2021
2. 1 2 3 4 5 6  Valentine, Simon (3 de dezembro de 2020). «Goldfinger – Never Look Back (Album Review)». Wall of Sound. Consultado em 30 de dezembro de 2020
3. ↑  Rogers, Jack (8 de dezembro de 2020). «Goldfinger Have Released A Joyous Video For Their Track 'Wallflower'». Rock Sound. Freeway Press Inc. Consultado em 1 de janeiro de 2021
4. 1 2 3 4 5  Longbottom, John (1 de dezembro de 2021). «Album Review: Goldfinger – Never Look Back». Kerrang!. Wasted Talent Ltd. Consultado em 1 de janeiro de 2021
5. 1 2 3  Waldman, Scott (11 de dezembro de 2020). «Here's why 'Never Look Back' feels like a classic Goldfinger album». Alternative Press. Alternative Press Magazine, Inc. Consultado em 1 de janeiro de 2021
6. 1 2  Fermor-Worrell, Jack (3 de dezembro de 2020). «ALBUM REVIEW: Never Look Back – Goldfinger». Distorted Sound Mag. Consultado em 1 de janeiro de 2021
7. 1 2  Deanne J, Jessica (3 de dezembro de 2020). «Goldfinger // Never Look Back». Hysteria Magazine. Consultado em 1 de janeiro de 2021